# Collyricium faba
Collyricium faba är en plattmaskart. Collyricium faba ingår i släktet Collyricium och familjen Collyriclidae. Inga underarter finns listade i Catalogue of Life.